# کرومل (شهر)
کرومل (به آلمانی: Krümmel) یک شهر در آلمان است که در وستروالدکرایس واقع شده‌است. کرومل ۳۷۲ نفر جمعیت دارد.